# Фильм категории Z
Фильм категории Z (англ. Z movie) — низкобюджетные фильмы, которые имеют качество ниже, чем фильмы категории B.

## История и терминология
Термин «Фильм категории Z» возник в середине 1960-х годов как неофициальное описание некоторых некачественных фильмов, отличных от A-категории. Вскоре их было принято характеризовать как низкобюджетные картины с качественными стандартами, значительно уступавшими большинству фильмов B-категории и даже так называемых фильмов C-категории.
B-фильмы могут иметь посредственный сценарий и соответствующих актёров, которые относительно неизвестны и слабо квалифицированы, но при этом по большей части такие фильмы имеют хорошее освещение и монтаж.
Картины, к которым применяется метка С, обычно являются продуктами относительно стабильных объектов в коммерческой киноиндустрии, однако всё ещё придерживаются определённых производственных норм.
Большинство фильмов категории Z сделаны за очень небольшие деньги на периферии организованной киноиндустрии или полностью за её пределами. В результате сценарии часто плохо написаны, в них возникают ошибки, а принимают участие в съёмках часто непрофессиональные актеры. Многие фильмы категории Z имеют плохое освещение и монтаж.
Микробюджетные фильмы 1930-х годов, а также фильмы, снятые компаниями, называемыми на сленге Poverty Row, можно рассматривать как Z-фильмы. Часто такие фильмы также отличаются жестоким, кровавым и/или сексуальным контентом и минимальным художественным смыслом. Их с уверенностью можно отнести к категории эксплуатационного кино и назвать фильмами для «Грайндхауса». Кроме того, благодаря росту популярности интернет-медиа появилось множество низкобюджетных фильмов, например, на YouTube. В 2014 году Фестиваль кино «Raindance Film Festival» опубликовал статью, назвав YouTube основным местом для малобюджетных кинематографистов. Хотя способности некоторых из этих кинематографистов менялись, среднее качество многих из этих фильмов остаётся на уровне Z. Один из лучших примеров этого — фильм The Melonheads, который был первоначально выпущен на YouTube и получил большую огласку после того, как был упомянут в статье на cracked.com.

## Примеры

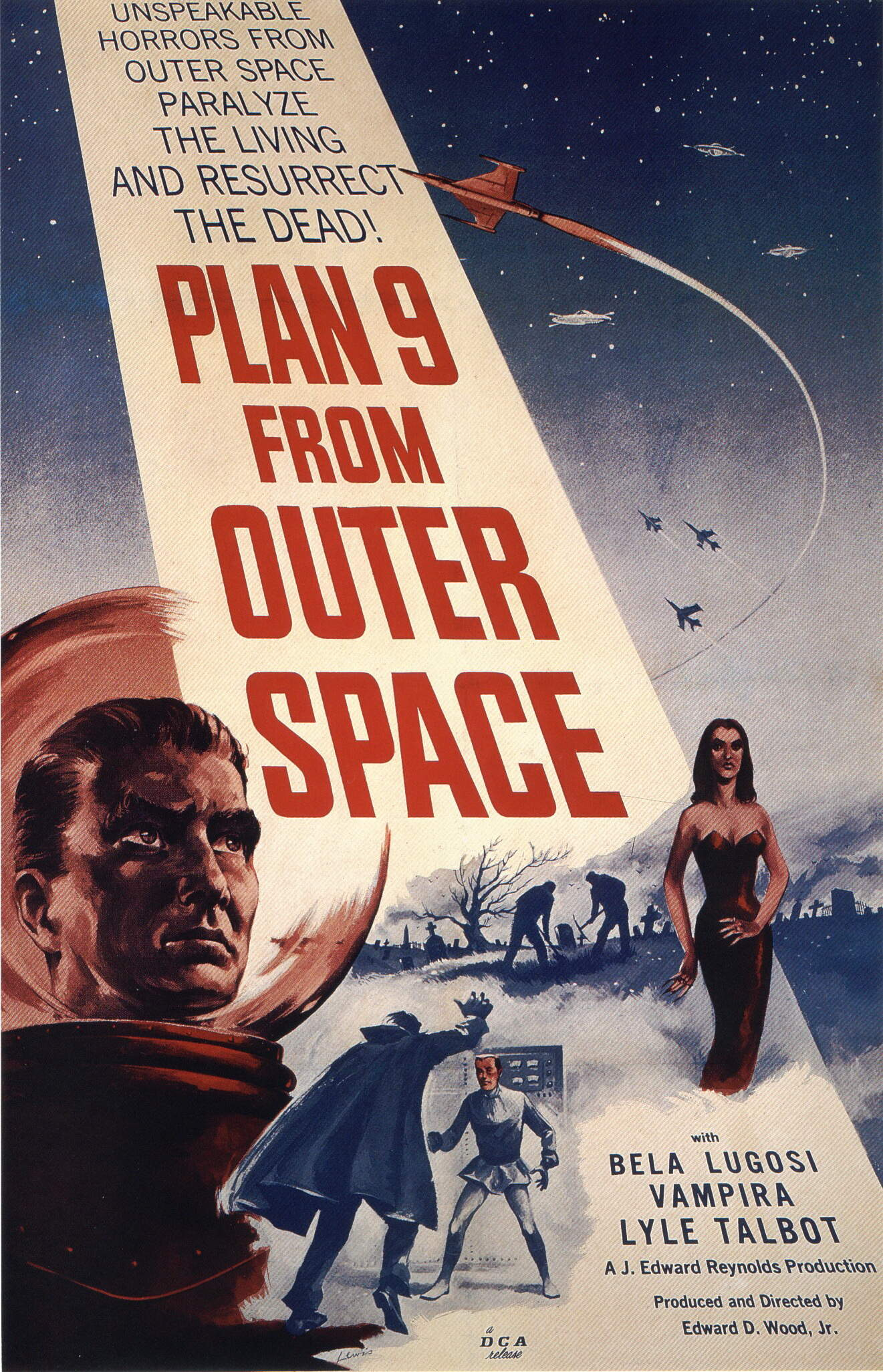
Ультранизкобюджетный фильм Эда Вуда «План 9 из открытого космоса» (1959) стал одним из самых известных Z-фильмов

Режиссёра Эда Вуда часто называют создателем фильмов категории Z. «План 9 из открытого космоса» (1959) получил премию «Золотая индюшка» как худший фильм всех времён, его часто характеризуют как худший фильм из когда-либо снятых и как «худшую постановку за всю историю кинематографа». В нём бессвязный сюжет, странные диалоги, неумелая актёрская игра, нецельное повествование, самые дешёвые спецэффекты. Однако в нём снялись такие звезды кино, как Майла Нурми (в роли Вампиры) и Бела Лугоши, который умер до окончания съёмок. Для завершения фильма использовался дублёр, который отличался от Лугоши телосложением, ростом и цветом волос. Ему приходилось закрывать лицо в каждой сцене.
«Таящийся ужас» (1964) режиссёра Вика Сэвиджа (под псевдонимом А. Дж. Нельсон) использовал некоторые незабываемые спецэффекты: запуск ракет в обратном порядке, чтобы изобразить высадку инопланетного космического корабля. В фильме также используется техника, которая стала синонимом фильмов ужасов категории Z: закадровое озвучивание персонажей, которое перефразирует диалог при молчании на экране.
Гарольд П. Уоррен (Harold P. Warren), агент по продаже удобрений, который никогда не работал в сфере кино, написал и срежиссировал фильм «Манос: Руки судьбы» (1966), который входит в список худших фильмов в истории. Фильм известен своей некомпетентной постановкой, включающей в себя использование камеры, которая не могла записывать звук, разрозненные диалоги и хаотичный монтаж. Весь саундтрек был записан всего тремя людьми, которые дали голоса каждому персонажу. Манос оставался забытым, пока не был показан в эпизоде сериал-шоу «Таинственный театр 3000 года», что придало ему статус культового.
Категория Z-фильмов символизируется также такими картинами, как «Нападение 60-футовых секс-бомб» (1995) и «Пещерная девушка» (2004) режиссёра Фреда Олена Рэя. Его картины сочетают в себе традиционные жанровые темы с обширной наготой или эротикой. Такие фильмы часто выходят сразу на видео и транслируются на HBO Zone или Cinemax.

## Этимология
Самое раннее использование термина (фильм категории Z и без полного уничижительного значения, которое обычно подразумевается) находится в январском обзоре критика Кевина Томаса в газете Los Angeles Times в 1965 году, где он написал о фильме «Гробница Лигейи» (1964) и компании American International Pictures.